# Phú Gia, Hương Khê
Phú Gia là một xã thuộc huyện Hương Khê, tỉnh Hà Tĩnh, Việt Nam.

## Diện tích, dân số
14.134,59 ha diện tích tự nhiên và 4.776 người.

## Di tích và thắng cảnh
- Đền thờ vua Hàm Nghi
- Thành Sơn Phòng
- Đền thờ Công Đồng
- Đền Trầm Lâm

## Lễ hội
- Lễ hội rước sắc phong Vua Hàm Nghi: 07 tháng giêng âm lịch.

## Hành chính
Các thôn: Phú Bình, Phú Lâm, Phú Hòa, Phú Yên, Phú Quang, Phú Nhượng, Phú Lộc, Phú Hà, Phú Hưng, Đông Hải, Phú Trọng, Phú Giang, Phú Hồ, Phú Thành, Phú Sơn.